# Aglia nigromarginata
Aglia nigromarginata är en fjärilsart som beskrevs av Kriton Kunz 1912. Aglia nigromarginata ingår i släktet Aglia och familjen påfågelsspinnare. Inga underarter finns listade i Catalogue of Life.